# Wilsons-Promontory-Nationalpark
Der Wilsons-Promontory-Nationalpark (englisch Wilsons Promontory National Park) liegt auf einer Halbinsel an der Südspitze des australischen Bundesstaates Victoria, etwa 160 km südöstlich von Melbourne. Das Gebiet wird zum größten Teil von einem Vorgebirge eingenommen, der großen Region des Wilsons Promontory, die in South Gippsland liegt. Im Wilsons Promontory liegt bei 39° 08' S South Point, der südlichste Punkt des australischen Festlandes.
Die Südspitze Victorias besteht aus Granit, der starker Erosion ausgesetzt ist.

## Geschichte
Obwohl kaum Felszeichnungen oder ähnliches vorhanden sind, ist bekannt, dass in dieser Gegend Aborigines vom Stamm der Brataualong lebten.
Die ersten Aufzeichnungen über die Region stammen von George Bass, der 1798 die Küste des Vorgebirges erkundete. Aufgrund der massiven Granitvorkommen war eine Besiedlung zunächst nicht interessant. Erst 1872 wurde in Refuge Cove eine Walfangstation eingerichtet. 1854 wurde in der Sealers Cove ein Sägewerk errichtet.
1898 wurde der Wilsons Promontory National Park The Prom eingerichtet und bis heute auf 490 km² erweitert. Die vielfältige Landschaft bietet Lebensraum für etwa 700 Pflanzenarten und eine reichhaltige Tierwelt.

## Fauna und Flora
Die Fauna und Flora des Parks reflektiert einen Großteil der des Staates Victoria. Über 30 verschiedene einheimische Tiere, ohne marine Säugetiere eingerechnet, sind dokumentiert. Dazu gehören neben verschiedenen Känguruarten, Koalas, Emus und Wombats auch weniger bekannte australische Tiere wie Kaninchenkängurus, Breitfußbeutelmäuse (Antechinus minimus) und Schmalfuß-Beutelmäuse (Sminthopsis leucopus). Eine der größten Population der Neuhollandmaus (Pseudomys novaehollandiae) befindet sich ebenfalls im Park und wenn auch selten, so werden ab und an verschiedene Walarten entlang der Küste gesichtet. Eine bedrohte Art des Parks ist die Kleinlibelle Hemiphlebia mirabilis, ein lebendes Fossil. Wie in anderen Gebieten Australiens auch, leben im Park darüber hinaus eingeschleppte Tiere, welche eine Bedrohung für die native Tierwelt darstellen. Dazu gehören Füchse, Katzen, Hasen, Stare und Amseln.
Die Pflanzenwelt ist sehr artenreich, vor allem begünstigt durch die diversen „Kleinklimazonen“ des Parks. Es gibt Warm- und Kaltregenwald, Teatree-Wälder, Sumpf- und Küstenpflanzenpopulationen und Heideland. Letzteres wird stark beeinflusst durch Buschbrände. Ein Buschfeuer im Oktober 2006 vernichtete 25 Hektar Heideland. Im Bereich um Millers Landing finden sich weiße Mangrovenwälder, die südlichsten der Erde.

## Besucheraktivitäten
Der Eintritt in den Nationalpark ist kostenlos. Besucher haben die Möglichkeit, gegen Gebühren im Park zu campen, in vorhergesehenen Lagern zu übernachten oder im eigenen Wohnwagen zu schlafen. Zu den beliebtesten Aktivitäten zählt das Wandern durch den Park.

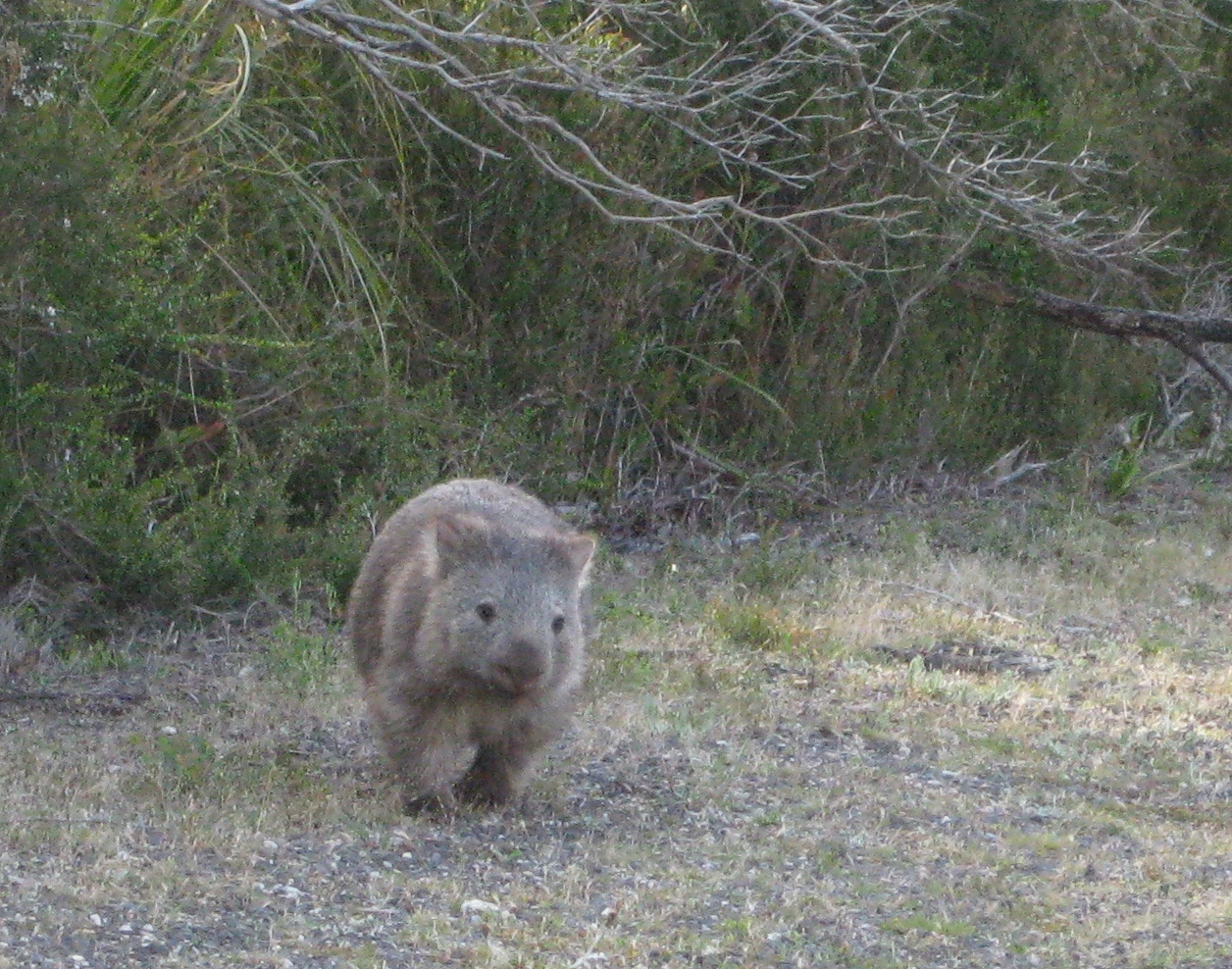
Nacktnasenwombat
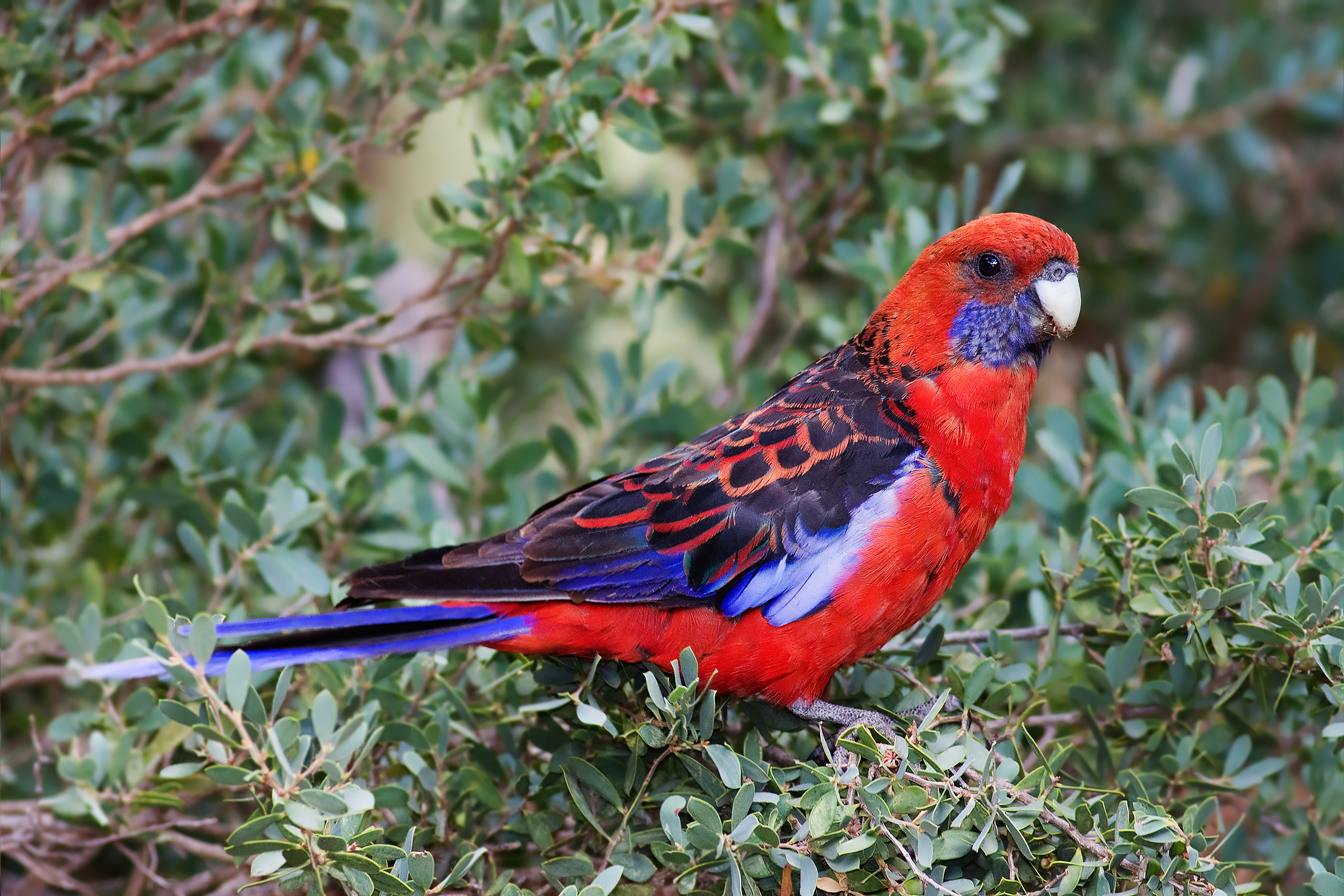
Pennantsittich
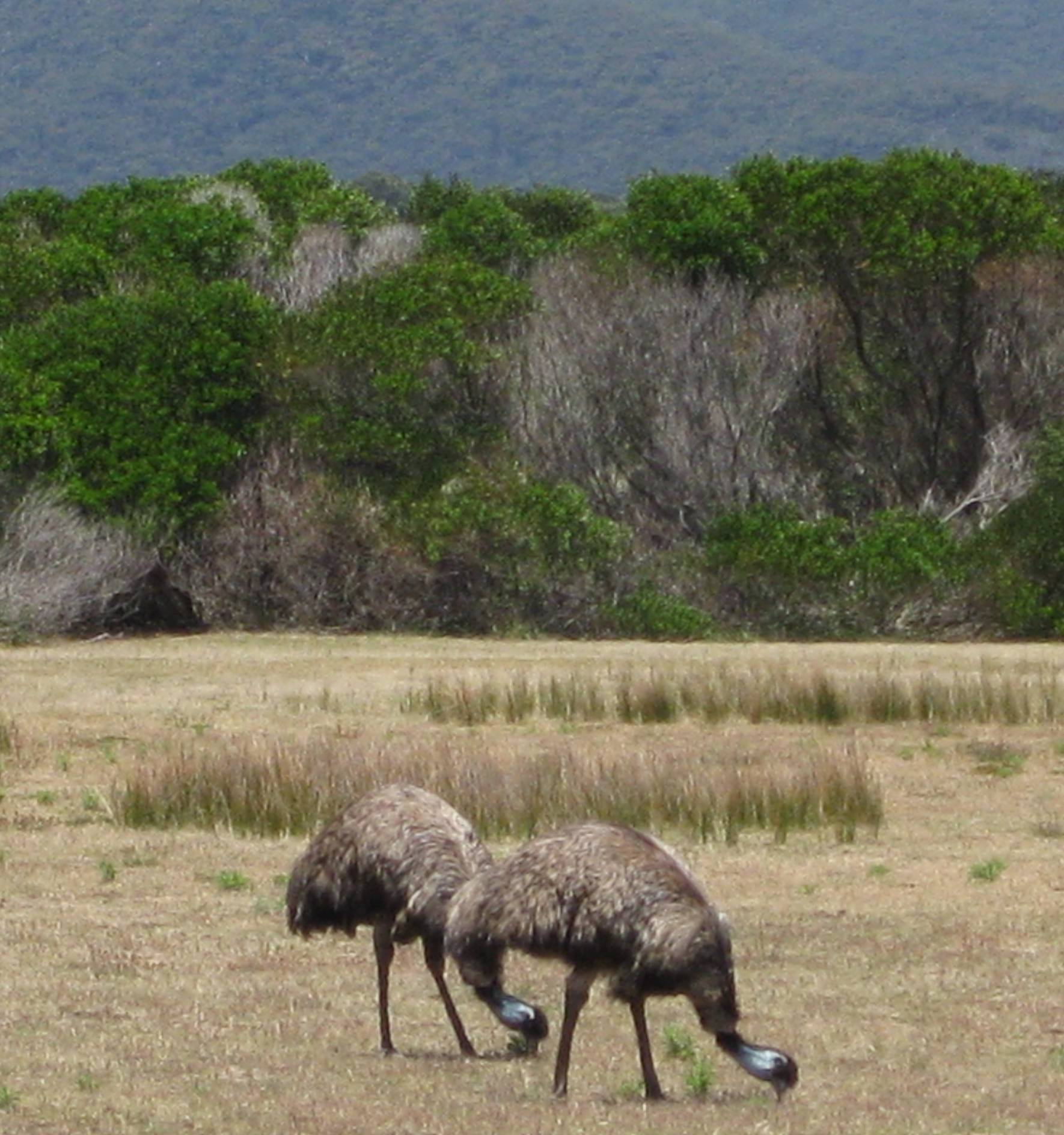
Emus
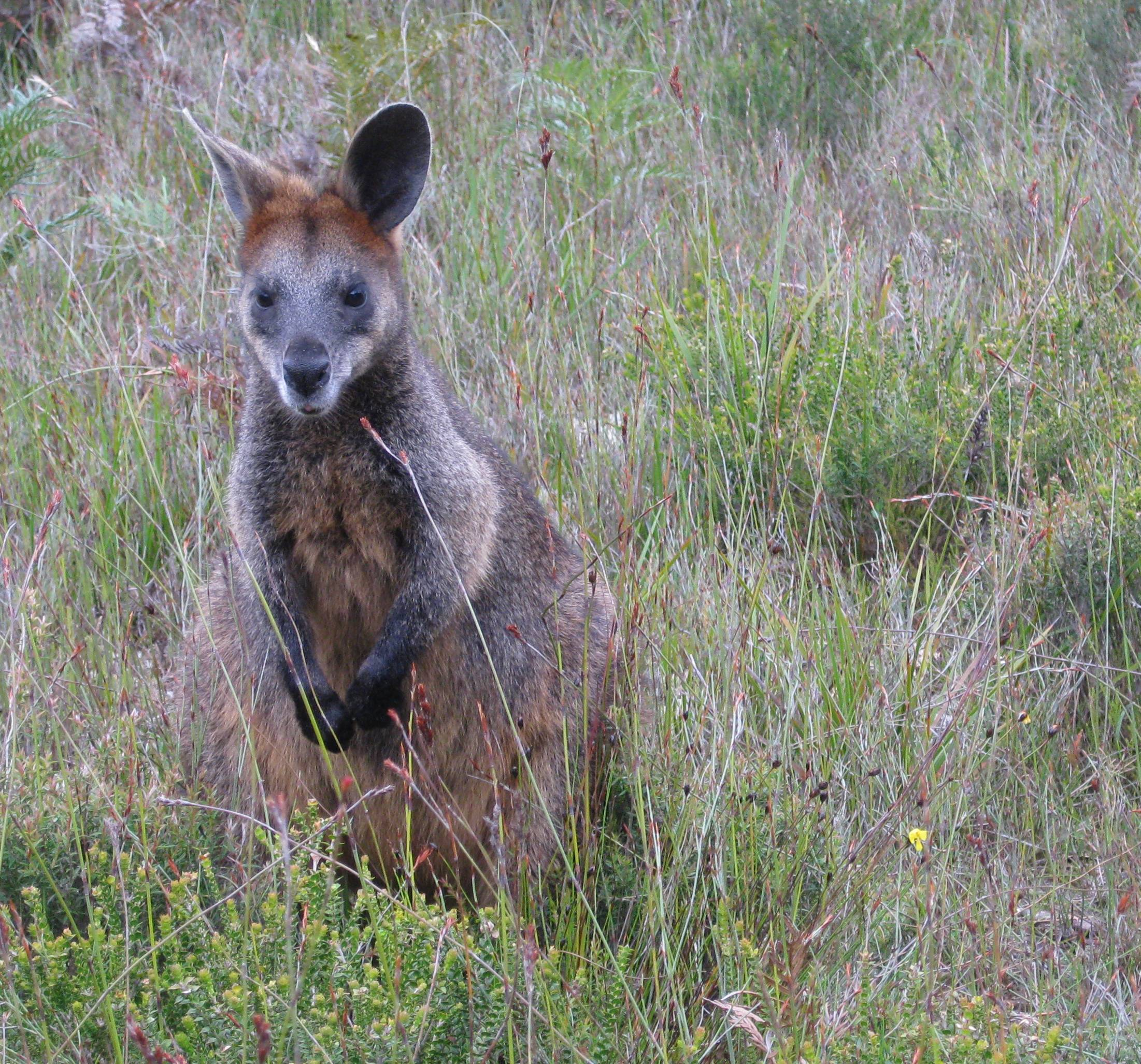
Sumpfwallaby